# Leptopternis iliensis
Leptopternis iliensis är en insektsart som beskrevs av Boris Petrovich Uvarov 1925. Leptopternis iliensis ingår i släktet Leptopternis och familjen gräshoppor. Inga underarter finns listade i Catalogue of Life.